# Рон Флокарт
Рон Флокарт (на английски: Ron Flockhart) е бивш британски автомобилен състезател, пилот от Формула 1. Роден на 16 юни 1923 година в Маунт Денденон, Виктория, Австралия.

## Формула 1
Рон Флокарт прави своя дебют във Формула 1 в Голямата награда на Великобритания през 1954 година. В световния шампионат записва 14 състезания като печели две точките и се качва един път на подиума, състезава се за пет различни отбора.